# Gottsunda församling
Gottsunda församling är en församling i Uppsala pastorat Uppsala kontrakt i Uppsala stift. Församlingen ligger i Uppsala kommun i Uppsala län.
Gottsunda församling omfattar stadsdelarna Gottsunda, Valsätra, Ulleråker, Ultuna, Sunnersta, Graneberg samt Vårdsätra. Ultuna domineras av Sveriges lantbruksuniversitet.

## Administrativ historik
Församlingen bildades 1974 genom en utbrytning ur Helga Trefaldighets församling och utgjorde därefter till 2014 ett eget pastorat. Från 2014 ingår församlingen i Uppsala pastorat. 

## Areal
Gottsunda församling omfattade den 1 november 1975 (enligt indelningen 1 januari 1976) en areal av 16,8 kvadratkilometer, varav 16,8 kvadratkilometer land.

## Kyrkor
- Gottsunda kyrka
- Sunnersta kyrka
- Gode Herdens kapell